# Adriana Terrazas Porras
Adriana Terrazas Porras (Ciudad Juárez, Chihuahua; 26 de marzo de 1966) es una política mexicana, miembro del Partido Movimiento Regeneración Nacional, fue diputada federal de 2009 a 2012 y en 2015; el 10 de diciembre de 2015 asumió como senadora por Chihuahua, por el Partido Revolucionario Institucional.
Adriana Terrazas Porras es Educadora, egresada por la Universidad Autónoma de Ciudad Juárez y con Licenciatura en Administración Pública trunca, ha ocupado varios cargos en la estructura del comité municipal del PRI en Ciudad Juárez, así como en el Instituto de Seguridad y Servicios Sociales de los Trabajadores del Estado (ISSSTE), en el ayuntamiento de Ciudad Juárez fue Directora de Comercio Municipal de 2000 a 2001, Gerente de Promoción del Sistema de Urbanización Municipal de 2004 a 2006, directora general de Operadora Municipal de Estacionamientos de 2007 a 2008 y directora general de los Centros Comunitarios de ese año a 2009, además fue elegida regidora del Ayuntamiento de Juárez de 2002 a 2004 y en 2007 fue candidata a diputada local por el IV Distrito Electoral Local de Chihuahua en que no resultó elegida, correspondiendo el triunfo al candidato panista Hiram Contreras Herrera.
En 2009 fue candidata del PRI a diputada federal por el Distrito 4 de Chihuahua, resultando electa a la LXI Legislatura para el periodo que culmina en 2012, en la Cámara de Diputados es integrante de las comisiones de Desarrollo Social y de Población, Fronteras y Asuntos Migratorios, y secretaria de la comisión de Participación Ciudadana.
El 4 de febrero de 2010 se enfrentó verbalmente con Isabel Miranda de Wallace, conocida activista social por la seguridad pública durante una conferencia de prensa de ésta en la Cámara de Diputados, cuando Miranda criticaba al gobierno de Chihuahua encabezado por José Reyes Baeza Terrazas por los asesinatos cometidos en Ciudad Juárez.
A partir del 10 de octubre de 2010 el presidente municipal de Juárez, Enrique Serrano Escobar, la nombró Directora de Desarrollo Social del ayuntamiento; el 3 de octubre de 2014 fue denunciada por utilizar los recursos de dependencia para realizar una reunión partidista con activistas del PRI, ante lo cual fue separada del cargo.
Electa por segunda ocasión diputada por el Distrito 4 de Chihuahua para la LXIII Legislatura, asumió el cargo el 1 de septiembre y el 10 de diciembre del mismo año optó por el cargo de Senadora, al ser suplente de Lilia Merodio Reza y pedir ésta licencia. El 13 de enero de 2016, tras volver Lilia Merodio al Senado, Adriana volvió a la cámara de diputados, donde pidió licencia de nueva cuenta el 5 de abril de 2016 para coordinar a nivel estatal la campaña de Enrique Serrano Escobar a la gubernatura del estado, volviendo finalmente a su diputación tras la elección.
En 2018 fue designada candidata del PRI a la Alcaldía de Ciudad Juárez de cara a las elecciones de ese año.
En 2021, después de 35 años en el PRI, se integra a MORENA como la segunda candidata de diputaciones de representación proporcional para las elecciones a diputados locales de Chihuahua.